# 田中翔 (プロデューサー)
田中 翔（たなか しょう）は、日本のアニメーションプロデューサー。株式会社KADOKAWAメディアミックス事業グループ担当執行役員兼アニメ事業局局長、株式会社ENGI・ベルノックスフィルムズ取締役。

## 略歴
新卒入社した会社で、洋画やアニメのプロデューサーを経験。
2011年、メディアファクトリー（後のKADOKAWA）に中途入社し、アニメのプロデュースに関わる。
2016年4月、KADOKAWA映像事業局（後のアニメ事業局）アニメ企画部アニメ第二企画開発課のシニアマネージャーとなる。
2022年6月、ENGIの取締役に就任。
2024年4月、KADOKAWAメディアミックス事業グループ担当執行役員兼アニメ事業局局長となる。同年、ベルノックスフィルムズの取締役に就任。

## 担当作品
プロデューサー担当作品のみ記載

### テレビアニメ
2012年
- 男子高校生の日常（プロデューサー）

2013年
- フリージング ヴァイブレーション（プロデューサー）
- ハイスクールD×D NEW（プロデューサー）
- 魔弾の王と戦姫（プロデューサー）
- 機巧少女は傷つかない（プロデューサー）

2014年
- ノブナガ・ザ・フール（プロデューサー）
- ノーゲーム・ノーライフ（プロデューサー）
- 精霊使いの剣舞（プロデューサー）
- 月刊少女野崎くん（プロデューサー）
- 健全ロボ ダイミダラー（プロデューサー）

2015年
- ミカグラ学園組曲（プロデューサー）
- オーバーロード（プロデューサー）
- VALKYRIE DRIVE -MERMAID-（プロデューサー）

2016年
- おしえて！ギャル子ちゃん（プロデューサー）
- 最弱無敗の神装機竜（プロデューサー）
- Re:ゼロから始める異世界生活（プロデューサー）
- NEW GAME!（プロデューサー）

2017年
- 幼女戦記（プロデューサー）
- プリンス・オブ・ストライド オルタナティブ（プロデューサー）
- ひなこのーと（プロデューサー）
- 魔法陣グルグル（プロデューサー）
- ようこそ実力至上主義の教室へ（プロデューサー）
- NEW GAME!!（プロデューサー）
- 少女終末旅行（プロデューサー）
- アイドルマスター シンデレラガールズ劇場（第2期、プロデューサー）

2018年
- 宇宙よりも遠い場所（プロデューサー）
- 多田くんは恋をしない（プロデューサー）
- あそびあそばせ（プロデューサー）

2019年
- ブギーポップは笑わない（プロデューサー）
- 彼方のアストラ（プロデューサー）
- 女子高生の無駄づかい（プロデューサー）
- 神田川JET GIRLS（チーフプロデューサー）
- 警視庁 特務部 特殊凶悪犯対策室 第七課 -トクナナ-（プロデューサー）

2020年
- デカダンス（チーフプロデューサー）

2021年
- 逆転世界ノ電池少女（チーフプロデューサー）

2022年
- ハコヅメ〜交番女子の逆襲〜（プロデューサー）
- ようこそ実力至上主義の教室へ 2nd Season（プロデューサー）
- 夜は猫といっしょ（企画・プロデューサー）
- 恋愛フロップス（プロデューサー）

2024年
- 異修羅（プロデューサー）
- 魔王2099（チーフプロデューサー）

### 劇場アニメ
- ノーゲーム・ノーライフ ゼロ（2017年、プロデューサー）

### OVA
- Re:ゼロから始める異世界生活 Memory Snow（2018年、プロデューサー）

### Webアニメ
- 夜は猫といっしょ Season2（2023年、企画）
- おでかけ子ザメ（2023年、プロデューサー）